# Galvano Della Volpe
Galvano Della Volpe (Imola, 24 de setembre de 1895-Roma, 13 de juliol de 1968). Va ser un professor i filòsof marxista italià. A les seves obres s'hi tracten temes com la dimensió moral, l'estètica, el cinema o la teoria del coneixement.

## Biografia
Estudià filosofia amb Rodolfo Mondolfo a la Universitat de Bolonya. Després de participar en la Primera Guerra Mundial, Della Volpe va completar els seus estudis a la Universitat de Bolonya. Va ensenyar història i filosofia en un liceu de Ravenna i a la Universitat de Bolonya entre el 1925 i el 1938, quan va passar a ser catedràtic d'història i filosofia a la Universitat de Messina, càrrec que va exercir fins a la seva jubilació el 1965.
Inicialment s'arrenglerà amb l'idealisme filosòfic, en la tradició de  Gentile, però a començament de la dècada de 1940, després de prendre partit per la filosofia empirista, della Volpe es va girar en contra de l'idealisme. A Itàlia, la seva obra va ser vista per molts com una alternativa "científica" al marxisme  gramscià, que el  PCI (entre altres) havia defensat com a guia. Va ser crític amb Gramsci en part perquè l'obra d'aquest darrer estava arrelada filosòficament en el pensament de Giovanni Gentile i  Croce). També va destacar pels seus escrits sobre estètica, incloent escrits sobre teoria del cinema.
Un aspecte clau del pensament de maduresa de Della Volpe va ser el seu intent de desenvolupar una estètica materialista: va destacar el paper de les característiques estructurals i el procés social de producció d'obres d'art en la formació del judici estètic, en oposició a la doctrina de la intuïció de Croce, que considerava una continuació de la tradició romàntica i mística del segle xix. Va desenvolupar el concepte de gust com a font principal del propi judici estètic.
Della Volpe també va escriure sobre temes de filosofia política, en particular sobre les relacions entre el pensament de Rousseau i Marx. Això li va permetre explorar les relacions entre el que ell va anomenar "dues llibertats" del pensament il·lustrat: les llibertats cíviques de Locke i Kant (que es varen plasmar en la democràcia burgesa) i les llibertats igualitàries descrites a Rousseau al "Contracte social" i en el Discurs sobre la desigualtat. El que va interessar especialment a Della Volpe va ser el contrast entre la igualtat formal de les llibertats legals kantianes, indiferent a la desigualtat social substantiva entre les persones, amb la "desigualtat proporcional" del contracte social de Rousseau com una mediació igualitària entre les persones. Va veure el pensament de Rousseau sobre aquests temes com a precursor dels famosos atacs de Marx contra el dret burgès a la "Crítica del programa de Gotha" i altres escrits.

## Obres
- L'idealismo dell'atto e il problema delle categorie, Bologna, Zanichelli, 1924.
- Le origini e la formazione della dialettica hegeliana, I, Hegel romantico e mistico (1793-1800), Firenze, Le Monnier, 1929.
- Il misticismo speculativo di maestro Eckhart nei suoi rapporti storici, Bologna, Cappelli, 1930.
- La filosofia dell'esperienza di David Hume, 2 voll., Firenze, Sansoni, 1933-1935.
- Fondamenti di una filosofia dell'espressione, Bologna, Meridiani, 1936.
- Il principio di contraddizione e il concetto di sostanza prima in Aristotele. Contributo a una critica dei pensieri logici, Bologna, Azzoguidi, 1938.
- Crisi dell'estetica romantica, Messina, D'Anna, 1941.
- Critica dei principi logici, Messina, D'Anna, 1942.
- Discorso sull'ineguaglianza. Con due saggi sull'etica dell'esistenzialismo, Roma, Ciuni, 1943.
- La teoria marxista dell'emancipazione umana. Saggio sulla trasmutazione marxista dei valori, Messina, Ferrara, 1945.
- La libertà comunista. Saggio di una critica della ragion “pura” pratica, Messina, Ferrara, 1946.
- Studi sulla dialettica mistificata, I, Marx e lo stato moderno rappresentativo, Bologna, UPEB, 1947.
- Per la teoria di un umanesimo positivo. Studi e documenti sulla dialettica materialistica, Bologna, Zuffi, 1949.
- Logica come scienza positiva, Messina-Firenze, D'Anna, 1950; 1956.
- Eckhart o della filosofia mistica, Roma, Edizioni di storia e letteratura, 1952.
- Poetica del Cinquecento. La poetica aristotelica nei commenti essenziali degli ultimi umanisti italiani con annotazioni e un saggio introduttivo, Bari, Laterza, 1954.
- Il verosimile filmico e altri scritti di Estetica, Roma, Edizioni Filmcritica, 1954; Roma, La nuova sinistra, 1971.
- Rousseau e Marx e altri saggi di critica materialistica, Roma, Editori Riuniti, 1957.
- Critica del gusto, Milano, Feltrinelli, 1960; 1964; 1966.
- Chiave della dialettica storica, Roma, Samonà e Savelli, 1964.
- Umanesimo positivo e emancipazione marxista, Milano, Sugar, 1964.
- Critica dell'ideologia contemporanea. Saggi di teoria dialettica, Roma, Editori Riuniti, 1967.
- Schizzo di una storia del gusto, Roma, Editori Riuniti, 1971.
- Opere, a cura di Ignazio Ambrogio, 6 voll., Roma, Editori Riuniti, 1972-1973.